# Kaneko
Kaneko Seisakusho (Japans: 金子製作所) ook bekend als Kaneko Co. Ltd. (カネコ株式会社), was een Japanse computerspeluitgever opgericht in 1980 in Suginami, Tokio door Hiroshi Kaneko. Het laatste spel dat werd uitgegeven was Gals Panic S3 als arcadespel in 2002.

## Geschiedenis
Het bedrijf begon als ontwikkelaar, producent, en handelaar in elektronische machines en medische apparatuur. In 1982 breidde Kaneko zich uit als spelontwikkelaar van Taito. In 1990 werd gestart met het ontwikkelen van spellen onder het eigen KANEKO merk.
In de zomer van 1994 werd de Amerikaanse tak van het bedrijf gesloten en werden lopende projecten zoals Fido Dido en Socks the Cat Rocks the Hill geschrapt.
In april van 2000 ging Kaneko door een financiële herstructurering en stapte uit de computerspelindustrie. Het bedrijf werd verhuisd naar Shibuya in Tokio.
Uiteindelijk ging Kaneko op 12 augustus 2004 failliet, hoewel de oprichter, Hiroshi Kaneko, een doorstart wilde maken.

## Computerspellen (arcade)

### Taito-spellen
- Flying Roller
- Samurai Nipponichi
- Kageki
- Kabuki Z
- Dr. Topple
- Gals Panic (Japan)

### Kaneko-spellen
- Air Buster (1990)
- B.Rap Boys (1992)
- Explosive Breaker / Bakuretsu Breaker (1992)
- Blood Warrior (1994)
- Bonk's Adventure (arcadeversie)
- Cyvern: The Dragon Weapons (1998)
- DJ Boy (1989)
- Fly Boy (1982)[1]
- Gals Panic
- Gals Panic II
- Gals Panic 3
- Gals Panic 4
- Gals Panic S Extra Edition
- Gals Panic S2
- Gals Panic S3
- Great 1000 Miles Rally
- Heavy Unit
- The Berlin Wall (1991)
- The Kung-Fu Master Jackie Chan (1995)
- Magical Crystals
- Nexzr
- Panic Street
- Peetan/Pitan (ピータン) (Game Boy-versie van het MSX-spel door Nippon Columbia)
- Saru Kani Hamu Zou
- Sennou (線脳)
- Shogun Warriors (1992)

### Electro Design-spellen
- Jan Jan Paradise
- Jan Jan Paradise 2
- VS Mahjong Otomeryouran

## Computerspellen (spelcomputer)
- Chester Cheetah: Too Cool to Fool
- Chester Cheetah: Wild Wild Quest
- Fido Dido (niet uitgebracht)
- Heavy Unit (voor de PC Engine)
- Hiza no Ue no Partner: Kitty on Your Lap
- Power Athlete (buiten Japan bekend als Power Moves voor de SNES en als Deadly Moves voor de Sega Mega Drive)
- Silhouette Stories
- Socks the Cat Rocks the Hill (niet uitgebracht)
- Star Parodier
- Super Star Soldier